# Gil Mayer
Pour les articles homonymes, voir Mayer.
Temple de la renommée LAH : 2007
Gilles Mayer (né le 24 août 1930 à Ottawa, Ontario au Canada — mort le 29 septembre 2015) est un joueur professionnel canadien de hockey sur glace qui évoluait au poste de gardien de but. 

## Carrière
Mayers a débuté en Ligue américaine de hockey avec les Hornets de Pittsburgh lors de la saison 1949-50, saison au cours de laquelle il joua son premier match en Ligue nationale de hockey avec les Maple Leafs de Toronto. Il passa sept saisons avec Pittsburgh, effectuant quelques piges chez les Maple Leafs en LNH (9 matchs). En 1956, Toronto l'échangea aux Red Wings de Détroit qui l'envoyèrent jouer dans leur club école, les Bears de Hershey. Il fut échangé aux Barons de Cleveland deux ans après avant de signer pour a dernière équipe, les Reds de Providence en 1961.
Contrairement à sa carrière en LNH, où il ne réussit jamais à s'imposer, sa carrière en LAH fut remarquable. Avec les Hornetts, il remporta cinq trophées Harry-« Hap »-Holmes dont quatre consécutifs entre 1951 et 1956. Il fut également nommé trois fois dans la première équipe d'étoiles de la LAH et deux fois dans la seconde équipe.
Lorsqu'il prit sa retraite, il possédait le deuxième plus grand nombre de blanchissages de l'histoire de la LAH (41) derrière Johnny Bower (45).
En 2007, il a été intronisé au temple de la renommée de la LAH.

## Statistiques
| Saison     | Équipe                 | Ligue      |     | Saison régulière | Saison régulière | Saison régulière | Saison régulière | Saison régulière | Saison régulière | Saison régulière | Saison régulière | Saison régulière | Saison régulière |    | Séries éliminatoires | Séries éliminatoires | Séries éliminatoires | Séries éliminatoires | Séries éliminatoires | Séries éliminatoires | Séries éliminatoires | Séries éliminatoires | Séries éliminatoires |
| Saison     | Équipe                 | Ligue      | PJ  | V                | D                | Pr/N             | Min              | BC               | Moy              | % Arr            | Bl               | Pun              | PJ               | V  | D                    | Min                  | BC                   | Moy                  | % Arr                | Bl                   | Pun                  |                      |                      |
| 1949-1950  | Hornets de Pittsburgh  | LAH        | 50  | 20               | 19               | 11               | 3 000            | 142              | 2,84             |                  | 4                |                  |                  |    |                      |                      |                      |                      |                      |                      |                      |                      |                      |
| 1949-1950  | Maple Leafs de Toronto | LNH        | 1   | 0                | 1                | 0                | 60               | 2                | 2                |                  | 0                |                  |                  |    |                      |                      |                      |                      |                      |                      |                      |                      |                      |
| 1950-1951  | Hornets de Pittsburgh  | LAH        | 71  | 31               | 33               | 7                | 4 350            | 174              | 2,4              |                  | 6                |                  | 13               | 9  | 4                    | 835                  | 26                   | 1,87                 |                      | 2                    |                      |                      |                      |
| 1951-1952  | Hornets de Pittsburgh  | LAH        | 68  | 46               | 19               | 3                | 4 120            | 175              | 2,55             |                  | 5                |                  | 11               | 8  | 3                    | 753                  | 24                   | 1,91                 |                      | 1                    |                      |                      |                      |
| 1952-1953  | Hornets de Pittsburgh  | LAH        | 62  | 36               | 20               | 6                | 3 760            | 146              | 2,33             |                  | 6                |                  | 10               | 6  | 4                    | 695                  | 20                   | 1,73                 |                      | 0                    |                      |                      |                      |
| 1953-1954  | Hornets de Pittsburgh  | LAH        | 68  | 33               | 30               | 5                | 4 080            | 212              | 3,12             |                  | 3                |                  | 5                | 2  | 3                    | 330                  | 13                   | 2,36                 |                      | 1                    |                      |                      |                      |
| 1953-1954  | Maple Leafs de Toronto | LNH        | 1   | 0                | 0                | 1                | 60               | 3                | 3                |                  | 0                |                  |                  |    |                      |                      |                      |                      |                      |                      |                      |                      |                      |
| 1954-1955  | Hornets de Pittsburgh  | LAH        | 64  | 31               | 25               | 8                | 3 840            | 179              | 2,8              |                  | 3                |                  | 10               | 7  | 3                    | 639                  | 28                   | 2,63                 |                      | 1                    |                      |                      |                      |
| 1954-1955  | Maple Leafs de Toronto | LNH        | 1   | 1                | 0                | 0                | 60               | 1                | 1                |                  | 0                |                  |                  |    |                      |                      |                      |                      |                      |                      |                      |                      |                      |
| 1955-1956  | Hornets de Pittsburgh  | LAH        | 56  | 40               | 12               | 4                | 3 360            | 151              | 2,7              |                  | 5                |                  | 4                | 1  | 3                    | 312                  | 14                   | 2,69                 |                      | 0                    |                      |                      |                      |
| 1955-1956  | Maple Leafs de Toronto | LNH        | 6   | 1                | 5                | 0                | 360              | 18               | 3                |                  | 0                |                  |                  |    |                      |                      |                      |                      |                      |                      |                      |                      |                      |
| 1956-1957  | Bears de Hershey       | LAH        | 29  | 14               | 12               | 3                | 1 740            | 103              | 3,55             |                  | 1                |                  |                  |    |                      |                      |                      |                      |                      |                      |                      |                      |                      |
| 1957-1958  | Bears de Hershey       | LAH        | 22  | 12               | 7                | 3                | 1 358            | 62               | 2,74             |                  | 0                |                  |                  |    |                      |                      |                      |                      |                      |                      |                      |                      |                      |
| 1958-1959  | Bears de Hershey       | LAH        | 19  | -                | -                | -                | 1 140            | 61               | 3,21             |                  | 0                |                  |                  |    |                      |                      |                      |                      |                      |                      |                      |                      |                      |
| 1959-1960  | Barons de Cleveland    | LAH        | 41  | 19               | 19               | 3                | 2 460            | 126              | 3,07             |                  | 3                |                  | 7                | 3  | 4                    | 420                  | 22                   | 3,14                 |                      | 1                    |                      |                      |                      |
| 1960-1961  | Barons de Cleveland    | LAH        | 66  | 32               | 34               | 0                | 3 960            | 222              | 3,36             |                  | 3                |                  |                  |    |                      |                      |                      |                      |                      |                      |                      |                      |                      |
| 1961-1962  | Reds de Providence     | LAH        | 30  | 16               | 13               | 1                | 1 800            | 122              | 4,07             |                  | 1                |                  | 3                | 1  | 2                    | 185                  | 11                   | 3,57                 |                      | 0                    |                      |                      |                      |
| 1962-1963  | Reds de Providence     | LAH        | 34  | 16               | 15               | 3                | 2 040            | 99               | 2,91             |                  | 1                |                  |                  |    |                      |                      |                      |                      |                      |                      |                      |                      |                      |
| Totaux LAH | Totaux LAH             | Totaux LAH | 680 | -                | -                | -                | 41 008           | 1974             | 2,89             |                  | 41               |                  | 63               | 37 | 26                   | 4 169                | 158                  | 2,27                 |                      | 6                    |                      |                      |                      |

## Honneurs et récompenses
- Première équipe d'étoiles de la LAH: 1951, 1954 et 1955
- Deuxième équipe d'étoiles de la LAH: 1953 et 1956